# Göran Kropp
Lars Olof Göran Kropp (11. december 1966 – 30. september 2002) var en svensk bjergbestiger og eventyrer.
Kropp, der var født i Eskilstuna, blev mest kendt for sin solobestigning af Mount Everest, som han nåede 23. maj 1996 uden brug af iltflasker og sherpa-bærere. Forud for denne bestigning havde han cyklet fra Sverige med alt sit udstyr til Everest Base Camp, og efter at han havde besteget bjerget efter et par forsøg, cyklede han tilbage til Sverige.
Af øvrige større bestigninger kan nævnes, at han som første skandinav besteg K2 i Himalaya.
Göran Kropp omkom på Sunshine Wall, Air Guitar-ruten tæt på Frenchman Coulee ved Vantage i staten Washington, USA, 30. september 2002 efter et fald på 20 meter. Årsagen til ulykken formodes at være en defekt karabinhage.

## Bestigninger (større)
- 1993 K2, 8.611 m
- 1994 Broad Peak, 8.047 m
- 1996 Mount Everest, 8.844 m